# Spelsnurra

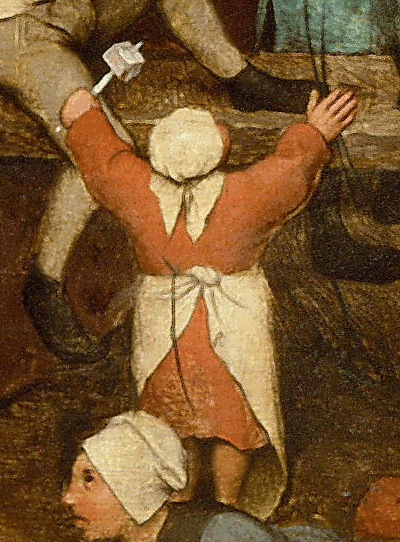
Flicka med en spelsnurra i handen, detalj från Pieter Brueghels Barns lekar (1560).

En spelsnurra var ett spelredskap som sattes i rotation med hjälp av tumme och pekfinger och som när den stannat kunde hamna på en av fyra olika sidor, märkta med bokstäverna A, H, S och I. Den användes till ett sällskapsspel där man spelade med någon form av insatser. Om snurran visade ett A eller ett H, vann spelaren hela respektive halva potten. Ett S innebar att spelaren måste göra en förnyad insats. Om bokstaven I föll upp hände inget.
Andra benämningar på spelsnurran är snurrebock, purvel och totum.
Ett likartat spelredskap är dreideln, en symbolladdad leksak som traditionellt kommer till användning under den judiska chanukka-högtiden.